# Onobrychis subnitens
Onobrychis subnitens är en ärtväxtart som beskrevs av Joseph Friedrich Nicolaus Bornmüller. Onobrychis subnitens ingår i släktet esparsetter, och familjen ärtväxter. Inga underarter finns listade i Catalogue of Life.